# Aldo de Nigris
Jesus Aldo de Nigris Guajardo (né le 22 juillet 1983 à Monterrey) est un footballeur international mexicain.

## Palmarès

### En sélection
- Vainqueur de la Gold Cup 2011

### En club
- CF Monterrey
  - Championnat du Mexique (Apertura)
    - Vainqueur : 2010.

  - Championnat du Mexique (Cloture)
    - Vice-champion : 2012.

  - Coupe du monde des clubs de la FIFA
    - Troisième : 2012

  - Ligue des champions de la CONCACAF
    - Vainqueur : 2011 et 2012, 2013.